# Bogdan Borusewicz

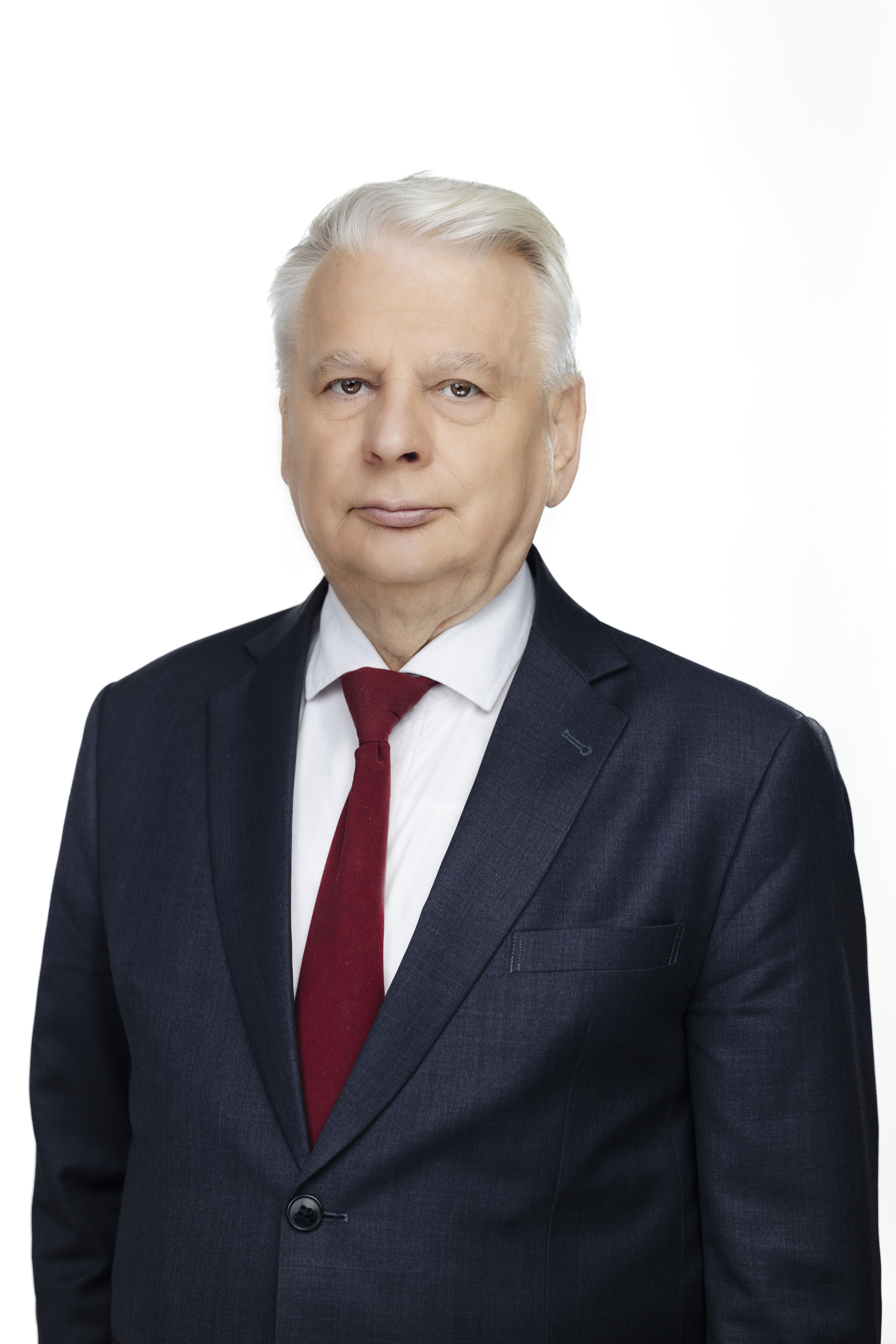
Bogdan Borusewicz (2023)

Bogdan Michał Borusewicz (* 11. Januar 1949 in Lidzbark Warmiński) ist ein polnischer Politiker (Solidarność, UD, UW, PO). Von 1991 bis 2001 gehörte er dem Sejm in dessen I., II. und III. Wahlperiode an. Er war von 2005 bis 2015 Präsident und anschließend bis 2023 Vizepräsident des Senats, dem er seit 2005 angehört. Am 8. Juli 2010 übernahm er kommissarisch die Amtsgeschäfte des beim Flugunfall von Smolensk 2010 ums Leben gekommenen Staatspräsidenten Lech Kaczyński.

## Leben und Beruf
1975 schloss Borusewicz ein Geschichtsstudium an der Katholischen Universität Lublin ab. Seine Masterarbeit wurde von Ryszard Bender betreut, der 2007 Alterspräsident des polnischen Senats war.
Bogdan Borusewicz war mit der Krankenschwester und Solidarność-Aktivistin Alina Pienkowska verheiratet, mit der er zwei Kinder hat. Auch sie war von 1991 bis 1993 Senatorin. Alina Pienkowska verstarb 2002 im Alter von 50 Jahren. Seine Tochter Kinga gehört seit 2019 dem Sejmik der Woiwodschaft Pommern an.

## Politik

### Demokratische Opposition
Borusewicz wurde im Mai 1968 nach den polnischen Studentenunruhen als Schüler erstmals inhaftiert. Er hatte Flugblätter gedruckt und verteilt. Nach Verurteilung zu einer dreijährigen Haftstrafe wurde er im Juli 1969 amnestiert. Nach Arbeiterunruhen in Radom wurde er 1976 Mitglied des Komitees zur Verteidigung der Arbeiter. Im Zeitraum von 1978 bis 1980 war er für die oppositionellen Freien Gewerkschaften Pommerns (Wolne Związki Zawodowe Wybrzeża) in Danzig tätig.
1980 gehörte er zu den führenden Organisatoren der August-Streiks 1980 in Polen, die auf der Danziger Lenin-Werft begannen, und wurde zum Mitbegründer der Solidarność. Als General Wojciech Jaruzelski am 13. Dezember 1981 den Kriegszustand in Polen ausrief, ging Borusewicz in den Untergrund und versteckte sich vier Jahre lang vor den sozialistischen Machthabern. Während dieser Zeit engagierte er sich weiterhin für die Organisation der Solidarność im Untergrund. Im Januar 1986 wurde er verhaftet und im September des Jahres nach einer Amnestie wieder freigelassen. Seit November 1986 war er Mitglied des „temporären Rats“ der Solidarność. Seit 1989 gehörte er dem Solidarność-Präsidium an.

### Politische Laufbahn ab 1989
Nach der politischen Wende war er zunächst weiterhin als Solidarność-Aktivist tätig. Er beteiligte sich jedoch nicht an den Gesprächen am runden Tisch. Nach der Wahl von Lech Wałęsa zum Staatspräsidenten kandidierte er im Februar 1991 für das Amt des Vorsitzenden der Solidarność, unterlag jedoch Marian Krzaklewski. Bei der ersten vollständig freien Parlamentswahl 1991 wurde er für das Wahlkomitee der Solidarność in den Sejm gewählt und war deren Fraktionsvorsitzender. Zudem leitete er die parlamentarische Sonderkommission zur Untersuchung der Auswirkungen des Kriegszustandes. Bei der Diskussion über das auf Antrag der Gewerkschaft durchgesetztes Misstrauensvotum gegen die Regierung von Hanna Suchocka überwarf er sich aber mit der Gewerkschaftsfraktion und wurde nach der Parlamentsauflösung Mitglied der Unia Demokratyczna (UD), deren Vorsitzender Tadeusz Mazowiecki war. Für diese wurde er 1993 erneut in den Sejm gewählt. Dort war er Vorsitzender des Geheimdienstausschusses. 1994 entstand aus der Fusion der UD mit dem Kongres Liberalno-Demokratyczny die liberale Partei Unia Wolności (UW). Bei der Parlamentswahl 1997 wurde er dann für die UW gewählt, die Mitglied der Koalition von Ministerpräsident Jerzy Buzek wurde. Borusewicz war im Zeitraum von 1997 bis 2000 in dieser Regierung Staatssekretär im Ministerium für Inneres und Verwaltung. Er schied aus dem Amt, als die UW die Regierung verließ. 2001 wurde Borusewicz nicht wieder in den Sejm gewählt, da die UW an der 5-%-Hürde scheiterte, und ging zurück nach Danzig, wo er sich bis 2005 in der Regionalpolitik der Woiwodschaft Pommern engagierte. 2002 war er Kandidat bei der Stadtpräsidentenwahl von Danzig, verlor die Wahl jedoch mit einem Ergebnis von 16,3 %. Er wurde aber in den Stadtrat gewählt.
2005 wurde Bogdan Borusewicz zum polnischen Senator gewählt, wobei er dabei sowohl von der PiS wie auch von der Platforma Obywatelska (PO) unterstützt wurde. Von 2005 bis 2015 war er als Senatsmarschall Vorsitzender des polnischen Senats. Bei den Parlamentswahlen 2007 wurde er in Danzig mit großer Mehrheit als Kandidat der PO erneut in den Senat gewählt. Am 8. Juli 2010 musste Bronisław Komorowski, der als Sejmmarschall bisher die Geschäfte des Präsidenten geführt hatte, als designierter Staatspräsident vom Amt des Sejmmarschalls zurücktreten, und sein Nachfolger Grzegorz Schetyna wurde erst am Abend dieses Tages gewählt. In den Zwischenstunden führte Borusewicz kommissarisch die Amtsgeschäfte des Staatspräsidenten, da diese gemäß der Verfassung dem Senatsmarschall bei gleichzeitiger Vakanz auf den Posten des Staatspräsidenten und des Sejmmarschalls obliegen. 2011 trat er der PO bei. Im selben Jahr wurde er erneut in den Senat gewählt.
Borusewicz gehört zu den 89 Personen aus der Europäischen Union, gegen die Russland im Mai 2015 ein Einreiseverbot verhängt hat. Nach den Parlamentswahlen (Sejm und Senat) im Oktober 2015 übernahm Stanisław Karczewski von der Siegerpartei PiS das Amt des Senatsmarschalls. Borusewicz selbst wurde 2015 und 2019 als Senator wiedergewählt. Vom 12. November 2015 bis 12. November 2023 war er stellvertretender Senatsmarschall. Nach der Parlamentswahl 2023, bei der erneut mit gut 70 % der Stimmen in den Sent gewählt worden war, schied er aus dem Amt des Vizemarschalls aus.

## Ehrungen
- 2006 Großkommandeur des Ordens des litauischen Großfürsten Gediminas[16]
- 2006 Ukrainischer Verdienstorden I. Klasse[17]
- 2009 Honorary Companions with Breast Star des National Order of Merit[18]
- 2011 Kommandeur mit Großkreuz des Nordstern-Ordens
- 2012 Kommandeur der Ehrenlegion[19]
- 2012 Kommandeur des Ordens des heiligen Karl[20]
- 2012 Großkreuz des norwegischen Verdienstorden[21]
- 2014 Orden des Marienland-Kreuzes I. Klasse[22]

2009 wurde Borusewicz mit der Dr.-Rainer-Hildebrandt-Medaille von Alexandra Hildebrandt ausgezeichnet. Mit dem Preis wird einmal im Jahr außerordentliches, gewaltloses, menschenrechtliches Engagement gewürdigt.